# ماجراهای گی و استوپا
ماجراهای گی و استوپا (پرتغالی: As Aventuras de Gui & Estopa) یک مجموعه تلویزیونی پویانمایی کمدی برزیلی است که توسط ماریانا کالتابیانو برای شبکه کارتون نت‌ورک در سال ۲۰۰۹ ساخته شده‌. کارتون همچنین توسط شبکه تی‌وی‌ کولتورا در برنامه کینتال دا کولتورا در سال ۲۰۱۲ پخش شد.
فصل دوم در سال ۲۰۱۰ پخش شد.[نیازمند منبع] فصل سوم در ۱۳ نوامبر ۲۰۱۱ پخش شد. در آمریکای لاتین، در ۲ دسامبر ۲۰۱۳ در شبکه بومرنگ و تون‌کاست پخش شد. فصل چهارم در ۷ سپتامبر ۲۰۱۵ در شبکه کارتون نت‌ورک پخش شد. فصل پنجم در آوریل ۲۰۲۱ در شبکه بومرنگ پخش شد.

## خلاصه داستان
این سریال ماجراهای ناگوار گی و استوپا، دو سگ جوان انسان نما و دوستانشان کروکت، پیتی‌بورو، فی‌فی‌ولینها و ریبالدو را روایت می‌کند.

## شخصیت‌ها
- گی "ایگینیو" (صداگذاری شده توسط: ماریانا کالتابیانو) یک سگ تریر سفید وست هایلند[۹][۱۰] که پروتاگونیست سریال است. نام کامل او گیلرمه ایگینیو جونیور دا سیلوا است. او همچنین گاهی اوقات یک کلاه لبه‌دار قرمز می پوشد. او گوش‌های فلاپی دارد.
- استوپا (صداگذاری شده توسط: ادواردو ژاردیم) یک سگ خاکستری چاق که بهترین دوست گی است. او به خوردن زیاد وسواس دارد و همیشه به فکر غذا است. او اغلب کفش‌های کتانی به پا و دست می پوشد. او گوش‌های فلاپی و یک پوزه سفید دارد.
- کروکت اسپانیل (صداگذاری شده توسط: ماریانا کالتابیانو) یک سگ کوکر اسپانیل انگلیسی قهوه‌ای که دوست‌دختر گی است. او یک قلاده زرد با یک قلب و دو روبان زرد می پوشد. او همیشه با صدایی پربار صحبت می کند.
- پیتی‌بورو (صداگذاری شده توسط: ادواردو ژاردیم) یک سگ پیت بول بژ که دوست و رقیب گی است. او یک قلاده قهوه‌ای با خارها و یک کلاه کریسمس با خزهای سبز می پوشد.
- دونا ایگیلدا (صداگذاری شده توسط: ماریانا کالتابیانو) یک سگ تریر سفید وست هایلند که مادر گی است. او گوش‌های فلاپی، یک مو قهوه‌ای و لب‌های سرخ دارد. او کفش بنفش، یک لباس مشکی، یک پیراهن صورتی و یک نیم‌تاج سرخ می پوشد. او ظاهرا یک بیوه است. او همچنین صدای نیمه جیغی دارد.
- فی‌فی‌ولینها (صداگذاری شده توسط: ماریانا کالتابیانو) یک دختر با مو بنفش. او پوست روشن و کک‌ومک سیاه دارد. او چکمه نارنجی، یک شلوار آبی، یک پیراهن بنفش و سه تیک تاک طلایی می پوشد.
- ریبالدو "ریبا" (صداگذاری شده توسط: آرلی کاردوسو) یک موش. او یک شلوار آبی می پوشد.
- روکت اسپانیل (صداگذاری شده توسط: ماریانا کالتابیانو) یک سگ اسپانیل بژ فرانسوی که پسرعمو بزرگتر کروکت است. او یک مو سرخ دارد. او چکمه سفید، یک دامن سفید، یک کت بنفش با چهار دکمه زرد و یک کلاه بره بنفش می پوشد.
- معلم جاراراکا (صداگذاری شده توسط: ریکاردو آیدار) یک مار سبز. او یک مو سرخ و لب‌های صورتی دارد. او عینک و دو گوشواره زرد می پوشد.
- پیتی‌بلا یک سگ پیت بول بژ که دوست‌دختر پیتی‌بورو است. او یک مو قهوه‌ای و لب‌های سرخ دارد. او یک لباس صورتی، یک پیراهن سبز و یک روبان سبز می پوشد.
- پیت‌بالینها یک سگ پیت بول بژ که برادر جوانتر پیتی‌بورو است. او یک پیراهن نارنجی و یک کلاه کریسمس با خزهای سبز می پوشد.
- جیمینیو (صداگذاری شده توسط: ادواردو ژاردیم) یک خوک.
- نردسون (صداگذاری شده توسط: ادواردو ژاردیم) یک پسر که همسایه گی است. او پوست روشن دارد. او یک شلوار قهوه‌ای و یک پیراهن آبی می پوشد.
- برادر بزرگ (صداگذاری شده توسط: ادواردو ژاردیم) یک سگ بژ بزرگ و قوی. او یک مو سیاه دارد. او کفش نارنجی، یک شورت قهوه‌ای و یک پیراهن سبز می پوشد.
- جاستین بیبلو (صداگذاری شده توسط: ادواردو ژاردیم) یک پرنده زرد. او یک مو قهوه‌ای دارد. او کفش فیروزه‌ای روشن، یک شلوار جین آبی، یک کت مشکی، یک پیراهن سفید، یک ساعت مچی سرخ روی بازوی راست و یک کلاه لبه‌دار آبی می پوشد. او همچنین یک پارودی جاستین بیبر است.[۴]
- لیویا (صداگذاری شده توسط: ماریانا کالتابیانو) یک سگ مازویی. او یک مو نارنجی دارد. او دو روبان بنفش در مو می پوشد.
- بیردی یک پرنده سرخ.
- دکتر اسکار تون (صداگذاری شده توسط: ادواردو ژاردیم) یک پزشک. او پوست روشن، یک مو قهوه‌ای، یک بینی نوک تیز و یک سبیل قهوه‌ای دارد. او کفش مازویی، یک روپوش سفید با چهار دکمه خاکستری و عینک سرخ می پوشد.
- جک پی دی‌کاری (صداگذاری شده توسط: ادواردو ژاردیم) یک سگ صورتی فرانسوی. او یک مو بنفش دارد. او کفش خاکستری، یک شلوار سیاه، یک پیش‌بند سبزآبی، یک پیراهن آبی با یک کراوات نارنجی و عینک نارنجی می پوشد.
- بیسا (صداگذاری شده توسط: ماریانا کالتابیانو) یک سگ بژ. او یک مو سفید دارد. او کفش بنفش، یک لباس صورتی، عینک سیاه و دو گوشواره طلایی می پوشد.
- رافائل چکال یک بازیکن تنیس اسپانیایی که یک پارودی رافائل نادال است.
- دونا گرالها (صداگذاری شده توسط: ادواردو ژاردیم) یک جیجاق لاجوردی.
- دکتر (صداگذاری شده توسط: ادواردو ژاردیم) یک خرس. او کفش قهوه‌ای، یک شلوار قهوه‌ای، یک روپوش سفید با سه دکمه زرد و یک کت سبز با یک کراوات بنفش می پوشد.
- آقای اختاپوس (صداگذاری شده توسط: ادواردو ژاردیم) یک اختاپوس سرخ با یک پاپیون زرد.
- خاله گلوسیا یک سگ بژ مایل به سرخ.
- پائولینها یک سگ صورتی مایل به سرخ بزرگ و قوی.